# Greetsieler Woche
Die Greetsieler Woche ist eine jährlich stattfindende Kunstwoche, zu der ausgewählte deutsche und niederländische Künstler (nach Bewerbung) eingeladen werden, ihre Werke auszustellen. Es handelt sich dabei in der Regel um verkäufliche Werke. Die Kunstwoche wird getragen durch den Arbeitskreis Greetsieler Woche e.V. und findet seit 1970 jeweils im Sommer im ostfriesischen Fischerdorf Greetsiel statt. Initiator war damals der bekannte Maler und Hochschullehrer Bruno Fischer-Uwe aus Worpswede. 
Sie bietet mit verschiedenen Rahmenveranstaltungen auch eine Plattform für Gespräche und Diskussionen zwischen Künstlern und Kunstinteressierten. Schirmherren der Greetsieler Woche waren unter anderen der ehemalige Bundespräsident Christian Wulff, der Honorarkonsul der Niederlande Johannes Riepma und der Präsident der Ostfriesischen Landschaft Helmut Collmann.
Alle zwei Jahre wird im Rahmen der Greetsieler Woche der internationale Imke Folkerts Preis für bildende Kunst verliehen. Er ist mit 10.000 Euro dotiert und mit der Ausstellung der Arbeiten verbunden, die jeweils in die engere Wahl gelangten. Darüber entscheidet eine wechselnde fünfköpfige Jury aus Künstlern, Kunsthistorikern, Museumsfachleuten, Galeristen und/oder Sammlern ebenfalls in Greetsiel. 2011 galt die mit der fünften Verleihung noch junge Auszeichnung bereits als anerkannt und die Jury hatte über 265 Arbeiten zu entscheiden. Während der Greetsieler Woche wird jeweils von einem Vertreter der Jury eine Führung und Diskussion zum Imke Folkerts Preis und der Ausstellung angeboten.
Im Wechsel mit dem Imke Folkerts Preis findet alle zwei Jahre ein Mal- und Kunstwettbewerb statt, der für allgemeinbildende Schulen der deutschen und niederländischen Regionen beidseitig der Ems ausgeschrieben wird.